# Карпов, Юрий Михайлович
Юрий Михайлович Карпов (1938—2017) — слесарь Рыбинского завода полиграфических машин. Герой Социалистического Труда (10.06.1986), награждён несколькими орденами СССР.
Родился в волжском городе Юрьевце Ивановской области. После окончания десятилетки вместе с одноклассниками учился в техническом училище Рыбинского завода полиграфических машин на профессию слесаря-сборщика. Четыре с половиной года прослужил в Военно-Морском Флоте.
Вернулся на завод и проработал в его сборочном цехе 46 лет. Побывал во многих зарубежных командировках, в которых собирал сложное рыбинское оборудование в типографиях Финляндии, Швеции, Испании, Польши, Германии, Индонезии, Вьетнама, других стран Евразии и Африки. В последней в общей сложности провёл шесть лет.
В последнее время помогал в работе Совету ветеранов родного завода, который находился в упадке.